# Volkswagen Type 2 (T3)
Фолксваген Т3 (Volkswagen T3) е третото поколение на Фолксваген Транспортер и се продава под различни наименования по целия свят, като например Transporter или Caravelle в Европа, Microbus в Южна Африка и Vanagon в Северна и Южна Америка. Той е по-голям и по-тежък от своя предшественик Т2.
Т3 се произвежда в Германия от 1979 до 1990 година като предназначението му е предимно за пощенските служби и немската армия. Повечето екземпляри със задвижване на всички колелета, които са произведени, са построени от компанията Puch в Грац, Австрия. За южноафриканския пазар производството на Т3 продължава до лятото на 2002 г. в град Ютънхах. Третото поколение на Transporter е последното със задно разположен двигател.

## История
Следвайки предшественика си-T2, T3 първоначално използва двигатели с въздушно охлаждане, но впоследствие са преоборудвани с водно. Версиите произвеждани в Южна Африка използват пет цилиндров двигател на Ауди.
Фолксваген предлагат „Westfalia camper“ или просто кемпер версия на T3 с много функции, като хладилник, мивка и печка и типичният за кемперите изскачащ люк на покрива.
Екземплярите построени между 1979 и 1985 година имат кръгли фарове и хромирани стоманени брони с пластмасови накрайници. При моделите с въздушно охлаждане (от 1979 г. до средата на 1983 г.) липсва долната решетка, която стои пред радиатора, за разлика от тези с водно охлаждане. През 1986 година Т3 търпи основни промени, които включват различен оборотомер, различни тъкани и материали, използвани за направата на интериора, преработена климатична система, по-голям водно охлаждан двигател с по-усъвършенствана система за управление, разработени нови видове трансмисии, включително и Syncro системата, представляваща задвижване на всички колелета. Външните промени се състоят в смяната на кръглите с правоъгълни фарове (не всички модели търпят тази промяна) и повече избори за цвят. Алуминиевите джанти, заедно с по-големи и квадратни пластмасови брони с тапицерия по вертикалните прагове стават допълнителни опции. За моделните години от 1990 и 1991 г., се въвежда версията „Carat“ (Карат), която включва всички налични опции на разположение, освен кемпер версията и Syncro системата.
Някои модели от 1979, 1980 и 1981 година имат осем напречно заварени метални ламела, покриващи вентилационните отвори на двигателя зад задните прозорци. Всички следващи модели са с черна пластмасова решетка.
През 1980-те години армията на САЩ и военновъздушните сили на Германия използват T3 с административна (не с тактическа) цел. В армията се води като „лек камион с търговска цел“.
Порше създава модел под името B32 с ограничено количество (лимитирана версия). Той представлява ван на основата на луксозната (Карат – „Carat“) версия и е оборудван с 3,2-литров двигател от Carrera-та възпроизвеждащ 228 к.с.(170 kW). Първоначално моделът бива създаден, за да спомогне осъществяването на тестовете, които Порше прави в Алжир. Само десет бройки били създадени и били продадени на специално избрани от Порше клиенти. Компанията използва своето произведение като личен автомобил за бързо превозване на персонал. Максималната скорост, която успява да развива е около 217 km/h, макар че от Порше твърдят, че е за предпочитане да се приема 187 km/h тъй като това е максималната скорост с девет души в автомобила и също така пуснат климатик, който също оказва влияние върху използването на пълния потенциал на двигателя.
Тунинг компанията Йотингер („Oettinger“) разработва боксерова 6-цилиндрова версия, която е наречена WBX6. Двигателят е заимстван от „Wasserboxer“ (който по начало е 4-цилиндров боксерен) и има много общи черти с него. Оказва се, че пускането му на пазара е по-трудно от очакваното, тъй като Фолксваген решават, че няма да продават тази версия и затова Йотингер си купуват права, за да може WBX6 да излезе наяве.

## Характеристики
Двигателят и трансмисията са монтирани много ниско в задната част на конструкцията, и също така има много по-големи дискови спирачки отпред от предшественика си, и барабанни отзад. Теглото върху осите е почти еднакво на предния и задния край. За разлика от T2, T3 се предлага с удобства като сервоусилвател на волана, климатик, електрически ключалки, електрически контролирани и отопляеми огледала и светлина над жабката (повечето от които стават стандартно оборудване в по-късните модели).
Тристепенната автоматична скоростна кутия, с която бива оборудван T3 e 090/010 същата, която и Ауди използва, за задвижването на някои от моделите си.
4-степенната ръчна (механична) скоростна кутия 091 е с олекотен корпус от алуминиева сплав. От 1983 г. като опция се появява и 5-степенна, която стандартно се монтира на моделите със задвижване на всички колелета (Syncro). 
Резервната гума се намира под предната част на микробуса (тъй като двигателят е отзад), точно до радиатора.

## Двигатели
Благодарение на разположението на двигателя си, T3 има почти равномерно разпределение на теглото (50/50). Първоначалните двигатели с въздушно охлаждане били доста скъпи за производство и имали известни проблеми с издръжливостта. Тогава от Фолксваген решават, че трябва да ги заменят с четирицилиндровите редови двигатели на Голф, но цената за приспособяването им към купето на T3 щяла да им струва скъпо и това ги накарало да обновят четирицилиндровите боксери. Била изработена нова конструкция, която била отхвърлена, тъй като желанието им било да бъде евтин и надежден, а достигането на по-високи обороти не било от такова важно значение. Новият 1,9-литров „Wasserboxer“ (с водно охлаждане) също бива използван в някои от моделите на Фолксваген като например Фолксваген Гол, който тогава все още разчита на въздушно охлаждане.

### Бензинови
Между годините 1979 и 1991 съществуват четири основни разновидности бензинови двигатели, с няколко вариации. Всички били с горно разположени клапани(OHV) и хоризонтално разположени 4 цилиндъра. Наличните варианти на двигателя са различни за различните региони, за които са се произвеждали. Също така се предлага и 6-цилиндровата версия на Йотингер(„Oettinger“)-WBX6.
- Въздушно охлаждани (1979 – 1982 г.) (подобно на Porsche 914 )
  - 1,6 л (1584 куб. см; 50 к.с./37 kW) (сериен номер-CT или CZ) еднокамерен карбуратор Solex 34 PICT-4 (не се предлага в Съединените щати)
  - 2 л (1970 куб. см; 70 к.с./51 kW) (Сериен номер CU или CV) двукамерен карбуратор Solex 34 PDSIT-2/3 или инжекционна система Bosch L-Jetronic в моделите произвеждани между 1980 и средата на 1983 година.
- Водно охлаждани-Wasserboxer (след 1983 г.)
  - 1,9-литрови двигатели:
    - 1,9 л (1913 куб. см; 83 к.с./61 kW) (Сериен номер DH) инжекционна система Digital Jetronic/Digijet; двигателят е оборудван в моделите от средата на 1983 до 1985 година.
    - 1,9 л (1913 куб. см; 60 к.с./44kW) (Сериен номер DF) 8.6:1 компресия, карбуратор 34-PICT.
    - 1,9 л (1913 куб. см; 78 к.с./57 kW) (Сериен номер DG) 8.6:1 компресия, двукамерен карбуратор 2E3 или 2E4. 
    - 1,9 л (1913 куб. см; 55 к.с.) (Сериен номер EY) 7.5:1 компресия, карбуратор 34-PICT.
    - 1,9 л (1913 куб. см; 90 к.с./66 kW) (Сериен номер GW) 8.6:1 компресия, система за впръскване на гориво-Bosch Digijet.

  - 2,1-литрови двигатели:
    - 2,1 л (2109 куб. см; 95 к.с./70 kW) (Сериен номер MV). Този двигател използва по-усъвършенствана запалителна система известна като Bosch „Digifant“, която вече управлява електронно запалването и разпределението на гориво.
    - 2,1 л (2109 куб. см; 92 к.с./69 kW) (Сериен номер SS) 9:1 компресия, Bosch „Digifant“.
    - 2,1 л (2109 куб. см;112 к.с./82 kW) (Сериен номер DJ) 10.3:1 компресия, система Digijet, вариацията е предназначена само за европейския пазар и по-конкретно за страните не изискващи катализатор.

Боксеровият двигател с водно охлаждане („Wasserboxer“) е с алуминиеви корпус, цилиндрова глава и бутала, а коляновия вал се изработва от кована стомана. Този, както и всички други боксерови двигатели на Фолксваген имат разпределителен вал, задвижван от зъбни колелета. Двигателят използва бутала, чиято горна част не е плоска, а е вдлъбната навътре и по този начин процесът на горене се извършва в по-голяма зона, което дава своето влияние върху работния капацитет.
Преминаването към боксерови двигатели с водно охлаждане, Фолксваген правят през средата на 1983 г. Втората генерация, произвеждана в Бразилия до 2013 г., претърпява също промени като вече са с 4-цилиндрови редови двигатели с водно охлаждане и предно разположен радиатор от 2005 година нататък.
- WBX6 на Йотингер/Oettinger (инжекцион)
  - 3,2 л (3164 куб. см; 165 к.с.) 
  - 3,7 л (3664 куб. см; 180 к.с.)

Шестцилиндровият двигател, използван във версията на Йотингер-WBX6, е разработен от компаниите Фолксваген и Йотингер предназначен за експлоатация в третата генерация на Фолксваген Транспортер (VW Transporter). Когато Фолксваген изоставя проекта, Йотингер поема дизайна, преработва го и го пуска на пазара. 6-цилиндровия двигател има много общи части с четирицилиндровия (Wasserboxer) и като цяло споделят един и същ принцип на работа.

### Дизелови двигатели
За разлика от бензиновите двигатели, които всички са боксерови, дизеловите двигатели са само 4-цилиндрови редови.
- 1,6 л (1588 куб. см; 50 к.с. / 37 kW) (Сериен номер CS) – Атмосферен (без принудително пълнене/без турбокомпресор).
- 1,6 л (1588 куб. см; 70 к.с. / 51 kW) (Сериен номер JX) – Турбокомпресор/Турбомотор.
- 1,7 л (1715 куб. см; 57 к.с. / 42 kW) (Сериен номер KY) – Атмосферен.

## Американски варианти на модела
Фолксваген Ванагон(Vanagon) е наименованието което има Фолксваген Транспортер в Северна и Южна Америка. Оборудван е с поливинилови седалки и така наречения „спартански“ интериор. По-високите нива на оборудване, като Vanagon L, предлагат седалки от по-висококачествен плат, различни и по-скъпи интериорни панели и допълнителен вентилатор за арматурното табло. Vanagon GL, от своя страна, предлага още повече опции и екстри, с които може да се сдобие потребителя, някои от които са калъфа за волан с обшивка, който допринася едновременно както за комфорт при шофиране, така и гарантира за по-дългия му живот и по-късно износване. Подлакътниците, стоящи между двете предни седалки също не са за подценяване, когато говорим за удобство. Последното ниво на оборудване на автомобила се нарича Westfalia, представляващ кемпер с подвижен (повдигащ се) таван. Той съществува в две основни версии: Campmobile версия с вградена кухня, оборудвана с хладилник, печка с два газови котлона и мивка от неръждаема стомана, и Weekender („Уикенд“) версия, при която отсъства наличието на хладилник, печка и мивка, но има шкаф с няколко чекмеджета, малък фризер, работещ на 12 V и малка по размер мивка, всичко това обединено в едно. През 1984 г. излиза „Волфсбург“ (Wolfsburg), версия на модела, където най-отзад стои цяла задна седалка (тип „пейка“) и по средата са монтирани две отделни седалки, гледащи напред. Под задната седалка, която се сгъва и се превръща в легло, има отделение за съхранение и нагревател.
Моделите със задвижване на всички колелета (Syncro) са произвеждат в ограничени количества от 1985 до 1992 г., като се правят от компанията „Щаер-Даймлер-Пух“ (Steyr-Daimler-Puch) в Грац, Австрия с къса база и разпределение на теглото между предния и задния мост 48/52.
Моделите от 1980 г. до 1985 г. се характеризират с кръгли фарове, а след това се появяват и по-малките квадратни.
Третата генерация на VW Transporter (T3) бива заместена от своя наследник (Т4) на американския пазар през 1993 г.

## Южноафрикански модели
Производството на Т3 продължава в Южна Африка до юни 2002 г., тъй като доставките на части започват да се превръщат в проблем и заводът е принуден да прекрати продукцията. През 1991 г. Южноафриканската версия на модела претърпява фейслифт. При моделите с 5-цилиндрови двигатели пода на багажника е повдигнат, за да може да се побере двигателя, тъй като се оказва по-висок. Вътрешните промени включват изцяло претапицирано табло от плат и актуализирано управление на вентилацията, управлявано вече от кръгли, въртящи се копчета, а не от плъзгащи се лостчета. Монтирани са както двойни кръгли фарове, така и двойни правоъгълни, заедно с това отпред имаме решетка, обхващаща цялата широчина на буса и поставена малко по-ниско в сравнение с американските и европейските модели. Друга основна разлика са по-големите задни, странични прозорци, които успяват да му дадат прякор „Big Window“ („Голям прозорец“) и по този начин започват да го наричат и да го отличават от другите версии.
„Wasserboxer“ двигателите са заменени с по-мощни и по-надеждни 5-цилиндрови мотори на Audi. Първоначално през 1991 г. излизат с 2,5-литров двигател с директно впръскване на гориво („инжекцион“), но по-късно, през 1997 г., бива заменен с 2,6-литров с подобрена система за впръскване на горивото, 5-степенна скоростна кутия, два вида 15-инчови алуминиеви джанти и по-големи предни дискови спирачки. Малко по-слабата версия на двигателя е 2,3-литрова (1995 – 2002 г.) и е оборудвана с 4-степенна скоростна кутия. Последният T3 се произвежда на 16 юни 2002 г. в град Ютънхах, РЮА, който компанията решава да направи златен на цвят и иска да запази в свой собствен център за изложби на автомобили, който за първи път отваря врати през 2004 година, но за нещастие автомобилът участва в инцидент, където по време на неговото превозване през ноември 2006 година от изложение в Кейптаун се преобръща и бива бракуван.
5-цилиндрови Audi двигатели (инжекцион)
- 2,3i (2309 куб. см; 120 к.с./90 kW) – сериен номер AFU;
- 2,5i (2480 куб. см; 136 к.с./100 kW) – сериен номер AAY;
- 2,6i (2553 куб. см; 136 к.с./100 kW) – сериен номер ADV.

Общо около 45 двигателя „WBX6“ са били внесени в Южна Африка.
Общият брой на произведените в Южна Африка T3 със система за задвижване на всички колелета („Syncro“ система) е 89 и са произведените между 1991 и 1992 г.